# Matthias Verreth
Matthias Verreth (Morkhoven, 20 februari 1998) is een Belgisch voetballer die doorgaans als defensieve middenvelder speelt. Hij tekende in de zomer van 2025 een contract tot medio 2028 bij SSC Bari in Italië.

## Carrière

### PSV
Verreth voetbalde tot 2007 in de jeugd van Lierse SK, waarna hij die verruilde voor die van PSV. Hier doorliep hij vanaf de E-pupillen alle verdere jeugdteams. Verreth maakte op 26 februari 2016 zijn debuut in het betaald voetbal. Die dag begon hij in de basis van Jong PSV tijdens een met 3-2 verloren wedstrijd in de Eerste divisie, uit tegen Achilles '29. Verreth verlengde in augustus 2016 zijn contract bij PSV tot medio 2019. Hij maakte op 26 augustus 2016 vervolgens zijn eerste doelpunt in het betaald voetbal. Die dag zette hij Jong PSV na 48 minuten op 1–0 in een met 2–0 gewonnen competitiewedstrijd thuis tegen Jong FC Utrecht. 
Verreth debuteerde op 26 september 2018 in het eerste elftal van PSV. Hij viel die dag in de 76e minuut in voor Cody Gakpo in een met 0–4 gewonnen wedstrijd in het toernooi om de KNVB beker, uit bij Excelsior Maassluis. Zijn competitiedebuut in de hoofdmacht volgde op 27 oktober 2018, tijdens een met 1–2 gewonnen wedstrijd uit bij FC Groningen. Toen viel hij in de 89e minuut in voor Donyell Malen. Het bleef zijn enige competitiewedstrijd voor PSV. Hij speelde in totaal drie wedstrijden voor het eerste elftal van PSV, wel kwam hij tot 81 wedstrijden in de Eerste divisie voor Jong PSV, waarin hij goed was voor zestien goals en negen assists.

### Waasland-Beveren
Verreth tekende in juli 2019 een contract tot medio 2022 bij Waasland-Beveren, de nummer vijftien van België in het voorgaande seizoen. Hij debuteerde op 27 juli 2019 in de competitiewedstrijd tegen Club Brugge, na 59 minuten mocht hij invallen voor Xian Emmers. Waasland-Beveren zou deze wedstrijd uiteindelijk verliezen met 1-3. Een week later mocht Verreth voor het eerst in de basis starten in de wedstrijd tegen Royal Antwerp FC. Hij wist in deze wedstrijd ook meteen zijn eerste doelpunt te scoren. Na een eerste seizoen waarin hij geregeld tot spelen kwam verdween hij gedurende het seizoen 2020/21 wat uit beeld onder de nieuwe trainer Nicky Hayen.
In de winterstop van dat seizoen werd beslist om Verreth voor een half seizoen uit te lenen aan de Deense tweedeklasser Kolding IF. Hij mocht op 11 februari 2021 meteen starten in de basisopstelling voor de competitiewedstrijd tegen FC Helsingør. Na 13 wedstrijden voor zijn Deense club gespeeld te hebben keerde Verreth na afloop van zijn uitleenbeurt terug naar Waasland-Beveren dat ondertussen gedegradeerd was naar de Eerste klasse B. In zijn tweede seizoen bij Waasland-Beveren kwam hij opnieuw weinig aan spelen toe, waarna hij vertrok. Hij kwam tot 33 wedstrijden voor Waasland-Beveren, waarin hij eenmaal scoorde.

### FC Eindhoven
Verreth keerde in de winter van 2022 terug in Eindhoven om te gaan spelen bij FC Eindhoven. Daar maakte hij 14 januari 2022 tegen Jong FC Utrecht met een assist zijn debuut voor Eindhoven. Hij speelde in een halfjaar alle wedstrijden en klom met FC Eindhoven van de achtste naar de derde plek op de ranglijst. Daardoor mocht het deelnemen aan de play-offs om promotie, waarin het De Graafschap versloeg, mede door twee assists van Verreth in de return, maar verloor van ADO Den Haag. Hij speelde twintig wedstrijden in een halfjaar tijd.

### Willem II
In de zomer van 2022 vertrok Verreth naar Willem II, dat net was gedegradeerd uit de Eredivisie. Op 5 augustus maakte hij uitgerekend tegen Jong PSV zijn debuut voor de club. Twee weken later scoorde hij tegen Telstar zijn eerste doelpunt voor Willem II. In de eerste seizoenshelft werd hij overal op het middenveld en als linksbuiten ingezet, maar in de tweede seizoenshelft werd hij een van de drie centrale verdedigers in een 3-5-2 opstelling. Willem II eindigde als vierde en werd in de eerste ronde van de play-offs uitgeschakeld door VVV-Venlo. Het seizoen erop ging Verreth weer als defensieve middenvelder spelen en werd Willem II kampioen van de Eerste Divisie, door in de laatste speelronde met 3-2 te winnen van Telstar. Verreth kwam zelf tot 38 wedstrijden dat seizoen.
Verreth ging het seizoen daarop niet mee naar de Eerste Divisie. Hij begon een nieuw avontuur in Italië. In zijn twee seizoenen in Tilburgse dienst kwam de Belg tot 73 wedstrijden, waarin hij vijf keer wist te scoren en vier assists wist af te leveren.

### Brescia en Bari
In de zomer van 2024 vertrok Verreth transfervrij naar Brescia Calcio, dat in de Italiaanse tweede klasse Serie B uitkwam. Hij kreeg een contract voor twee jaar, maar de traditieclub werd een jaar later failliet verklaard, waarop de Belg met SSC Bari een andere Italiaanse Serie B-club vond. Op 16 juli 2025 tekende hij er een contract tot 30 juni 2028.

## Clubstatistieken

### Beloften
| Seizoen         | Club            | Competitie      | Competitie | Competitie |
| Seizoen         | Club            | Competitie      | Wed.       | Dlp.       |
| --------------- | --------------- | --------------- | ---------- | ---------- |
| 2015/16         | Jong PSV        | Eerste divisie  | 1          | 0          |
| 2016/17         | Jong PSV        | Eerste divisie  | 20         | 2          |
| 2017/18         | Jong PSV        | Eerste divisie  | 29         | 7          |
| 2018/19         | Jong PSV        | Eerste divisie  | 31         | 7          |
| Beloften totaal | Beloften totaal | Beloften totaal | 81         | 16         |

### Senioren
| Seizoen         | Club             | Competitie      | Competitie | Competitie | Beker | Beker | Overig | Overig | Totaal | Totaal |
| Seizoen         | Club             | Competitie      | Wed.       | Dlp.       | Wed.  | Dlp.  | Wed.   | Dlp.   | Wed.   | Dlp.   |
| --------------- | ---------------- | --------------- | ---------- | ---------- | ----- | ----- | ------ | ------ | ------ | ------ |
| 2018/19         | PSV              | Eredivisie      | 1          | 0          | 2     | 0     | –      | –      | 3      | 0      |
| 2019/20         | Waasland-Beveren | Eerste klasse A | 18         | 1          | 0     | 0     | –      | –      | 19     | 1      |
| 2020/21         | Waasland-Beveren | Eerste klasse A | 4          | 0          | 1     | 0     | –      | –      | 5      | 0      |
| 2020/21         | → Kolding IF     | 1. division     | 14         | 0          | 0     | 0     | –      | –      | 14     | 0      |
| 2021/22         | Waasland-Beveren | Eerste klasse B | 8          | 0          | 1     | 0     | –      | –      | 9      | 0      |
| 2021/22         | FC Eindhoven     | Eerste divisie  | 17         | 0          | 0     | 0     | 3      | 0      | 20     | 0      |
| 2022/23         | Willem II        | Eerste divisie  | 34         | 4          | 0     | 0     | 1      | 0      | 35     | 4      |
| 2023/24         | Willem II        | Eerste divisie  | 36         | 1          | 2     | 0     | –      | –      | 38     | 1      |
| Senioren totaal | Senioren totaal  | Senioren totaal | 132        | 6          | 7     | 0     | 4      | 0      | 143    | 6      |
| Carrièretotaal  | Carrièretotaal   | Carrièretotaal  | 213        | 22         | 7     | 0     | 4      | 0      | 224    | 22     |

Bijgewerkt op 15 mei 2024.

## Interlandcarrière
Verreth maakte deel uit van België –15 en nam in 2015 met België –17 deel aan zowel het EK 2015 als het WK 2015 voor die leeftijdsgroep. Zijn ploeggenoten en hij kwamen op beide toernooien tot de halve finales. Op het WK –17 volgde daarna nog een gewonnen wedstrijd om de derde plaats. Verreth scoorde dat toernooi één keer, in de met 2–0 gewonnen achtste finale tegen Zuid-Korea –17.
In september 2019 werd Verreth door bondscoach Johan Walem geselecteerd voor de U21 selectie. In de interland tegen Wales mocht hij invallen voor Albert Sambi Lokonga.